# Dreieck Vulkaneifel
Dreieck Vulkaneifel is een knooppunt in Duitse deelstaat Rijnland-Palts .
Op dit knooppunt sluit de A48 vanaf Dreieck Dernbach aan op de A1 Heiligenhafen-Saarbrücken.

## Geografie
Het knooppunt ligt in de gemeenten Mehren en Steiningen ten oosten van de stad Daun in het Landkreis Vulkaneifel, waar het naar genoemd is.
Nabijgelegen gemeenten zijn Mehren en Steningen. Op korte afstand ligt de stad  Daun. De grotere steden in de buurt zijn Trier in het zuidwesten en Koblenz in het noordoosten.

## Verkeersintensiteiten
Dagelijks passeren ongeveer 50.000 voertuigen het knooppunt.
| Van            | Naar            | Gemiddeld aantal voertuigen per dag |
| -------------- | --------------- | ----------------------------------- |
| AS Daun (A 1)  | AD Vulkaneifel  | 11.600                              |
| AD Vulkaneifel | AS Mehren (A 1) | 23.200                              |
| AD Vulkaneifel | AS Ulmen (A 48) | 22.400                              |

## Richtingen knooppunt
| Aansluitende wegen                                          | Aansluitende wegen | Aansluitende wegen                     | Aansluitende wegen | Aansluitende wegen        |
| ----------------------------------------------------------- | ------------------ | -------------------------------------- | ------------------ | ------------------------- |
| richting Daun / Gerolstein (verbinding naar Keulen gepland) |                    |                                        |                    | richting Koblenz / Keulen |
|                                                             |                    |                                        |                    |                           |
|                                                             |                    |                                        |                    |                           |
|                                                             |                    |                                        |                    |                           |
|                                                             |                    | richting Trier / Luxemburg Saarbrücken |                    |                           |